# Geometria aritmetica
La geometria aritmetica è un campo della matematica, che unisce la teoria dei numeri alla geometria in generale e alla geometria algebrica più in particolare. 
Oggetto principale di studio della geometria aritmetica sono lo studio di equazioni diofantee, la ricerca di punti razionali su varietà algebriche e lo studio di schemi definiti su una base qualunque (non necessariamente un campo). Se la geometria algebrica è spesso sinonimo di studio di varietà su campi algebricamente chiusi di caratteristica nulla, la geometria aritmetica studia oggetti definiti su campi anche non algebricamente chiusi (ad esempio campi di numeri), campi in caratteristica positiva come ad esempio campi finiti o anche anelli.
Un sottocampo della geometria aritmetica è la geometria anabeliana, suddivisa in tre approcci (geometria bi-anabeliana, geometria anabeliana combinatorica e geometria mono-anabeliana assoluta).